# Giuseppe Buttari
Giuseppe Buttari (San Felice Circeo, 16 febbraio 1951) è un ex ostacolista italiano, bronzo nella rassegna continentale europea indoor di Milano 1978.
Vanta 10 titoli nazionali .

## Biografia
Sempre a livello internazionale, anche se relativamente ai Giochi destinati ai paesi che si affacciano sul Mar Mediterraneo, è stato medaglia d'argento nell'edizione di Spalato 1979 dei Giochi del Mediterraneo .

## Progressione
Buttari è stato presente per tre stagioni consecutive, sul finire degli anni 1970, nella top 25 mondiale all'aperto .
| Stagione | Risultato | Rank. Mond. | Luogo             | Data   |
| -------- | --------- | ----------- | ----------------- | ------ |
| 1977     | 13.79     | 24          | Rieti             | Aug 28 |
| 1978     | 13.74     | 23          | Praga             | Sep 02 |
| 1979     | 13.70     | 14          | Città del Messico | Sep 04 |

## Palmarès
| Anno | Manifestazione            | Sede   | Evento  | Risultato | Prestazione | Note |
| ---- | ------------------------- | ------ | ------- | --------- | ----------- | ---- |
| 1978 | Campionati europei indoor | Milano | 60 m hs | Bronzo    | 7"86        |      |

## Altre competizioni internazionali
1979
- Argento ai Giochi del Mediterraneo ( Spalato), 110 m hs

## Campionati nazionali
Buttari vanta 10 titoli nazionali sugli ostacoli alti, sei all'aperto e quattro indoor.Oro ai campionati italiani 1977 staffetta 4x 100 
1972
- Oro ai Campionati nazionali italiani, 110 m hs

1973
- Oro ai Campionati nazionali italiani indoor, 60 m hs

1974
- Oro ai Campionati nazionali italiani, 110 m hs

1975
- Oro ai Campionati nazionali italiani indoor, 60 m hs
- Oro ai Campionati nazionali italiani, 110 m hs

1976
- Oro ai Campionati nazionali italiani, 110 m hs

1978
- Oro ai Campionati nazionali italiani indoor, 60 m hs
- Oro ai Campionati nazionali italiani, 110 m hs

1979
- Oro ai Campionati nazionali italiani, 110 m hs

1980
- Oro ai Campionati nazionali italiani indoor, 60 m hs